# V354 Цефея
V354 Цефея — звезда, красный сверхгигант в галактике Млечный Путь. Нерегулярная переменная, расстояние до Земли составляет около 9 000 световых лет и видимая звёздная величина составляет около +11, то есть невидима невооружённым глазом. Светимость звезды в 369 000 раз больше солнечной, температура поверхности составляет примерно 3650 кельвинов. В настоящее время считается одной из крупнейших известных звёзд, радиус (1,06 млрд км) приблизительно в 1520 раз больше радиуса Солнца. Если оценка размера верна, то, если бы эта звезда была помещена в центр Солнечной системы, её поверхность оказалась бы между орбитами Юпитера и Сатурна.